# Wojciech Wójcik (samorządowiec)
Wojciech Wójcik (ur. 1951) – polski samorządowiec, w latach 1990–2006 burmistrz Nałęczowa.

## Życiorys
Z wykształcenia jest inżynierem mechanikiem. W okresie PRL był działaczem Zjednoczonego Stronnictwa Ludowego, pełnił obowiązki wiceprezesa Miejsko-Gminnego Komitetu ZSL. Od września 1989 był sekretarzem Urzędu Miasta i Gminy Nałęczów. W wyniku wyborów samorządowych z maja 1990 uzyskał mandat radnego Nałęczowa, następnie zaś został wybrany burmistrzem miasta i gminy. Reelekcję na to stanowisko uzyskiwał w latach 1994 i 1998 (wybierany przez radę miasta i gminy) oraz 2002 (wybrany w wyborach bezpośrednich). W wyborach 2006 przegrał walkę o reelekcję w II turze.
W wyborach w 1993 bez powodzenia ubiegał się o mandat poselski.
Mieszka w Sadurkach, jest członkiem Towarzystwa Przyjaciół Nałęczowa.